# Dorian Bailey
Dorian Josey Bailey (* 28. Januar 1997 in Mission, Kansas) ist eine US-amerikanische Fußballspielerin.

## Karriere

### Vereine
Sie spielte in ihrer College-Zeit bis 2018 für die North Carolina Tar Heels. Beim Draft zur NWSL-Saison 2019 wurde sie dann von Washington Spirit erwählt. Ihr Debüt hatte sie dann am ersten Spieltag beim 2:0-Sieg über den Gotham FC, wo sie zur 79. Minute für Meggie Dougherty Howard eingewechselt wurde. In der Saison 2021 gewann sie mit ihrer Mannschaft die Meisterschaft.

### Nationalmannschaft
Mit der US-amerikanischen U17 nahm sie an der CONCACAF Meisterschaft 2013 teil und gewann hier mit ihrem Team die Bronzemedaille.